# Edgar, le détective cambrioleur (série télévisée d'animation)
Pour les articles homonymes, voir Lupin (homonymie).
Lupin III est une série télévisée d'animation produite par TMS Entertainment. C'est la deuxième adaptation télévisée d'animation du manga Lupin III créé par Monkey Punch. Bien qu'originalement diffusée sous le nom de Lupin III (ルパン三世, Rupan Sansei), la série est maintenant référée sous le nom de New Lupin III (新 ルパン三世, Shin Rupan Sansei) par les fans Japonais et dans le monde sous le nom de Lupin the Third Part II.
La série consiste en 155 épisodes qui ont été diffusés entre le 3 octobre 1977 et le 6 octobre 1980, sur Nippon TV. Les épisodes 145 et 155 furent les premiers à apparaître aux États-Unis sur VHS en 1994, distribué par Streamline Pictures séparément sous le nom de Lupin III: Tales of the Wolf, et ensemble sous Lupin III's Greatest Capers. En 2003, Pioneer Entertainment licencia et distribua 79 épisodes en Amérique du Nord, dont certains furent diffusés sur Adult Swim. La série fut reprise par Discotek Media, qui sortit les 155 épisodes entre 2017 et 2020.

## Synopsis
La série est centrée sur les aventures d'Arsène Lupin III, le petit-fils d'Arsène Lupin. Il est rejoint par Daisuke Jigen, l'allié le plus proche de Lupin (baptisé dans la série "Isidore"); Fujiko Mine ("Magali" en VF), la femme fatale du groupe et l'intérêt amoureux de Lupin qui travaille plus contre ce dernier qu'avec lui; et Goemon Ishikawa XIII, un épéiste maître et le descendant d'Ishikawa Goemon, le légendaire voleur japonais. Lupin est souvent poursuivi par l'inspecteur Koichi Zenigata (ici renommé "Gaston Lacogne"), un détective plutôt cynique dont le but dans sa vie est de capturer Lupin.

## Fiche technique
- Titre original : ルパン三世
- Titre français : Edgar, le détective cambrioleur
- Réalisation : Kyousuke Mikuriya, Kazunori Tanahashi, Shigetsugu Yoshida, Yasumi Mikamoto, Noboru Ishiguro, Hideo Nishimaki, Hideo Tayashiki, Tsutomu Teruki (Hayao Miyazaki)
- Scénario : Yutaka Kaneko, d'après le manga Lupin III de Monkey Punch
- Musique : Yuji Ohno
- Character Design : Takashi Asakura, Takeo Kitahara, Kenji Kodama, Tsukasa Tannai
- Société de production : TMS Entertainment
- Pays de production : Japon
- Langue originale : japonais
- Format : couleur — 16 mm — 1,33 : 1 — stéréo
- Nombre d'épisodes diffusés
  - Japon : 155
  - France : 52
- Durée : 30 minutes
- Dates de première diffusion :
  - Japon : 3 octobre 1977
  - France : 12 septembre 1985

## Distribution

### Voix originales
- Yasuo Yamada: Lupin III
- Eiko Masuyama: Fujiko Mine
- Kiyoshi Kobayashi: Daisuke Jigen
- Makio Inoue: Goemon Ishikawa XIII
- Gorō Naya: Koichi Zenigata

### Voix françaises
- Philippe Ogouz : Edgar de la Cambriole (Lupin III)
- Francis Lax : Isidore (Jigen)
- Catherine Lafond : Magali (Fujiko Mine)
- Jacques Ferrière : inspecteur Gaston Lacogne (Zenigata), Yokitori (Goemon)

Seuls les 52 premiers épisodes ont été doublés en français.
Source : Planète Jeunesse

## Épisodes
Note : Cette liste ne répertorie que les épisodes doublés en français.
1. Une bonne mine
2. La Coupe du monde brésilienne
3. Trésor de guerre
4. Tu peux entendre Nessie chanter
5. Comment transporter les lingots ?
6. Ne laissez pas tomber la tour de Pise
7. Le Masque de Toutankhamon
8. L'Orient-Express
9. L'Estampe japonaise
10. Dérobez le dossier M123
11. Grand Prix à Monaco
12. Un cadeau pour le Président
13. Course poursuite à San Francisco
14. Le rubis sanglant
15. Mystère en dirigeable
16. Deux Edgar !
17. Des ambitions ensevelies dans le désert rouge
18. Panthère noire
19. L'Affaire des coffres-forts
20. Edgar est coincé
21. L'Ange de Goemon
22. Sur la trace du mystérieux palace
23. Une sorcière de la quatrième dimension
24. Voici le grand chef Mimikozo
25. Le Lézard au souffle mortel
26. La Rose et le Pistolet
27. Où est le timbre, Cendrillon ?
28. Femme policier « Melon »
29. Un vent chaud souffle sur le Maroc
30. L’Affaire du « Blitzkrieg »
31. Qui a tiré pendant le soleil de minuit ?
32. Edgar meurt deux fois
33. Qui porte la couronne ?
34. Edgar, le vampire
35. À la poursuite du gang des Gorilles
36. Le Mystère du château Tsukikage
37. Le Trésor de Gengis Khan
38. Le Doux Piège d'Interpol
39. Les Diamants évaporés dans le ciel de minuit
40. Opération détournement de missiles
41. À la recherche du trésor de princesse Kaguya
42. Edgar devient une mariée
43. Où sont les os de l'homme de Pékin ?
44. La Voiture blindée a disparu
45. L'Odeur de la mort
46. Edgar à vendre
47. Détective de sa majesté
48. Alerte à la banque
49. Une femme venimeuse
50. Edgar, mon amour perdu, partie 1
51. Edgar, mon amour perdu, partie 2
52. La Jeunesse éternelle

## Production
Après que Lupin the Third Part I devint populaire durant ses rediffusions, une nouvelle série fut créée. En contraste au ton plus sombre et à la violence présente dans la première série, celle-ci utilise un ton plus léger et une animation plus exagérée pour créer un récit policier humoristique. Des références à la culture pop apparaissent fréquemment.
La musique fut composée par Yuji Ohno.
Les épisodes 145 et 155 ont été écrits et réalisés par Hayao Miyazaki sous le pseudonyme de « Terekomu », marquant sa dernière implication dans la franchise Lupin III,. Des éléments de ces épisodes seront réutilisés dans ses films Nausicaä de la Vallée du Vent, Le Château dans le ciel, et Porco Rosso,.

## Sortie
La série fut diffusée sur Nippon TV du 3 octobre 1977 au 6 octobre 1980. L'épisode 99 fut le tout premier épisode d'un animé à avoir été diffusé en stéréo.
La série sortit sur Blu-ray par VAP sous plusieurs disques individuels ainsi que sous plusieurs coffrets. Six coffrets furent publiés entre le 25 février et le 23 décembre 2009,. 26 disques individuels furent distribués entre le 25 mars 2009 et le 27 janvier 2010,. Kodansha lança le magazine bi-hebdomadaire Lupin III DVD Collection le 27 janvier 2015. Planifié pour paraître sur 45 numéros, le magazine inclut un DVD contenant des épisodes des deux premières séries.
En France, la série a été diffusée sur FR3 Jeunesse à partir du 12 septembre 1985 sur FR3, et au Québec à partir du 1er juillet 1988 à Super Écran. Seuls 52 épisodes furent doublés en français. À noter que Philippe Ogouz (doubleur d'Edgar) avouera dans une interview de 2005 que sa propre prestation laisse à désirer au point il finit même par l'oublier, il faut dire que c'est un doublage à qualité variable, certains épisodes manquant cruellement d'émotion.[style à revoir] Plusieurs éditions VHS en français sont sorties dans les années 80. En avril 2003, IDP sortit deux coffrets DVD ne contenant que la piste française. En 2006, le même éditeur sortit une édition spéciale de trois coffrets DVD qui comprend l'ajout de la piste sonore japonaise et de sous-titres français, ainsi que différents croquis de la série,.
La première sortie en Amérique de la série fut menée par Streamline Pictures, qui ont distribué les versions doublés en anglais des épisodes 145 et 155 individuellement sur VHS en 1994 sous le nom de Lupin III: Tales of the Wolf et ensemble sous Lupin III's Greatest Capers en 1995.
La série fut licenciée en 1995 par Pioneer Entertainment pour l’Amérique du Nord. En raison de problèmes de droits liés à des logos de marque déposées et d'éléments musicaux, Pioneer fut fourni avec des bandes maîtres altérées par le concédant. Un doublage anglophone fut créé par Phuuz Entertainment et ajouta un « sentiment de modernité » aux côtés d'un script de sous-titres plus fidèle au dialogue d'origine. Les scénarios n'étaient pas affectés par ces changements. Due à une controverse potentielle concernant un épisode en rapport avec Adolf Hitler, cet épisode qui avait initialement été diffusé en troisième au Japon fut délayé à plus tard dans la série. 15 volumes de la série contenant un total de 79 épisodes furent distribués sur DVD entre le 28 janvier 2003 et le 4 juillet 2006,. Les 27 premiers épisodes furent diffusés sur Adult Swim à partir du 13 janvier 2003. Richard Epcar, le réalisateur du doublage anglophone et la voix de Jigen révéla via Twitter que Geneon avait perdu la licence de la série avant qu'ils ne puissent doubler en anglais le reste des épisodes.
En 2009, le réseau United Television Broadcasting, basé dans le sud de la Californie, commença à diffuser des épisodes sous-titrés sur la chaîne UTBHollywood. La série est disponible avec les versions sous-titrées et doublées sur Hulu et Crunchyroll,.
Le 20 décembre 2015, Discotek Media annonça l'acquisition des droits de distribution nord-américains de la seconde série en entier. Sortie sous quatre ensembles, elles incluent « n'importe quel doublage anglophone qui existe » et des nouveaux sous-titres pour les épisodes 80 à 155. Le premier inclut les 40 premiers épisodes et fut distribué le 10 janvier 2017,. Le second inclut les épisodes 41 à 79 ainsi qu'une interview avec Richard Epcar et sortit le 26 décembre 2017. Le troisième avec les épisodes 80 à 117 fut sorti le 29 janvier 2019. Le quatrième et dernier ensemble fut distribué le 28 janvier 2020, et inclut le doublage anglophone de Streamline Pictures des épisodes 145 et 155.

## Accueil
Le dernier épisode reçut un taux d'audience de 32.5% dans la région du Kantō durant sa première diffusion le 8 décembre 1978. C'est pour cette raison que la série fut sixième sur la liste de Video Research des séries d'anime classées par leur épisode avec le plus haut score d'audience en décembre 2015.
La série a atteint une réaction positive en Occident. Rob Lineberger de DVD Verdict fit des comparaisons de la série à des travaux occidentaux. Il compara les survols de grandes villes et les méchants planifiant de dominer le monde à James Bond, le travail d'équipe et le côté camp à Drôles de dames et « [l']humour loufoque » et les déguisements à Scooby-Doo mais ajouta que la série a « sa propre saveur de plaisir». Il exprima un avis mitigé sur le doublage anglophone et sa tentative à vouloir moderniser la série, comprenant la réaction négative du doublage. Par contre, il a personnellement apprécié le doublage. Chris Beveridge de Mania.com et Mike Crandol d'ANN n'aimaient pas le doublage de cette série car Pioneer Entertainment utilisait plusieurs références modernes et un dialogue remis au goût du jour pour une série sortie à la fin des années 1970, bien que la série en elle-même reçut un accueil positif des deux critiques,.